# Пенховець
Пенховець (пол. Pęchowiec) — село в Польщі, у гміні Клімонтув Сандомирського повіту Свентокшиського воєводства.
Населення — 81 особа (2011).
У 1975-1998 роках село належало до Тарнобжезького воєводства.

## Демографія
Демографічна структура на день 31 березня 2011 року:
|          | Загалом | Допрацездатний вік | Працездатний вік | Постпрацездатний вік |
| -------- | ------- | ------------------ | ---------------- | -------------------- |
| Чоловіки | 41      | 16                 | 19               | 6                    |
| Жінки    | 40      | 9                  | 21               | 10                   |
| Разом    | 81      | 25                 | 40               | 16                   |